# Ophthalmolampis albolineata
Ophthalmolampis albolineata är en insektsart som beskrevs av Bruner, L. 1913. Ophthalmolampis albolineata ingår i släktet Ophthalmolampis och familjen Romaleidae. Inga underarter finns listade i Catalogue of Life.